# Бузок Вольфа
Бузок Вольфа (лат. Syringa villosa subsp. wolfii. Syringa villosa subsp. wolfii) — підвид рослин виду бузок волохатий (Syringa villosa) роду бузок (Syringa) родини маслинові (Oleaceae), поширений у Росії (Приморський край), Кореї і Китаї (провінції Хейлунцзян, Цзілінь і Ляонін).
Названо на честь ботаніка Егберта Людвиговича Вольфа.

## Ботанічний опис
Кущ рослини виростає заввишки до 6 метрів. Крона широка та густа. Гілки прямі, розлогі та вкриті сіркою корою.
Пагони спочатку світло-зелені. Згодом вони набувають інтенсивного буро-зеленого забарвлення. Пагони голі, рідше слабо опушені, з поодинокими продовгуватими чечевичками.
Листя 8-16 сантиметрів в довжину, овальної або овально-еліптичної форми, з клиноподібною основою. Листок рослини на початку поступово звужений, загострений, зверху голий, глянцево-блискучий, інтенсивно зелений, знизу сизуватий, опушений повздовж жилок, що сильно виступають. Черешки короткі, пурпурно-зелені.
Суцвіття 20—30 см довжини і до 15 см ширини, прямостоячі, вузько-пірамідальні, сформовані з 1-3 пар верхних кінцевих бруньок на пагонах поточного року і утворюють складні, прямостоячі, пірамідально-розлогі суцвіття.
Квіти рожево-фіолетові, запашні. Вінчик 1,2—1,5 сантиметра у довжину та 0,4 сантиметра діаметром, зі злегка розширеною зверху трубкою.
Тичинки і пиляки дуже світлі, блідо-жовті, розміщені у довгій трубці. Квітне у червні, на 2 тижні пізніше бузку звичайного, інтенсивно, впродовж 15—25 днів, плодоносить у вересні-жовтні. 
Знайдена У. Л. Комаровим на Далекому Сході у 1897 році. В культурі з 1907 року.
Хромосомне число 2n = 46.

## Ареал
Природна зона поширення знаходиться в китайських провінціях поширений у Росії (Приморський край), Кореї і Китаї (провінції Хейлунцзян, Цзілінь і Ляонін),. Бузок Вольфа росте в змішаних лісах, заростях і вздовж річок на помірно сухих, слабокислих до слаболужних, піщаних або суглинистих ґрунтах на сонячних місцях. Вид теплолюбивий, не стійкий до посухи. Морозостійкий до мінус 30 °C.

## Використання
Бузок Вольфа іноді використовується як декоративна рослина через його запашні квіти та естетичний зовнішній вигляд.

## Галерея

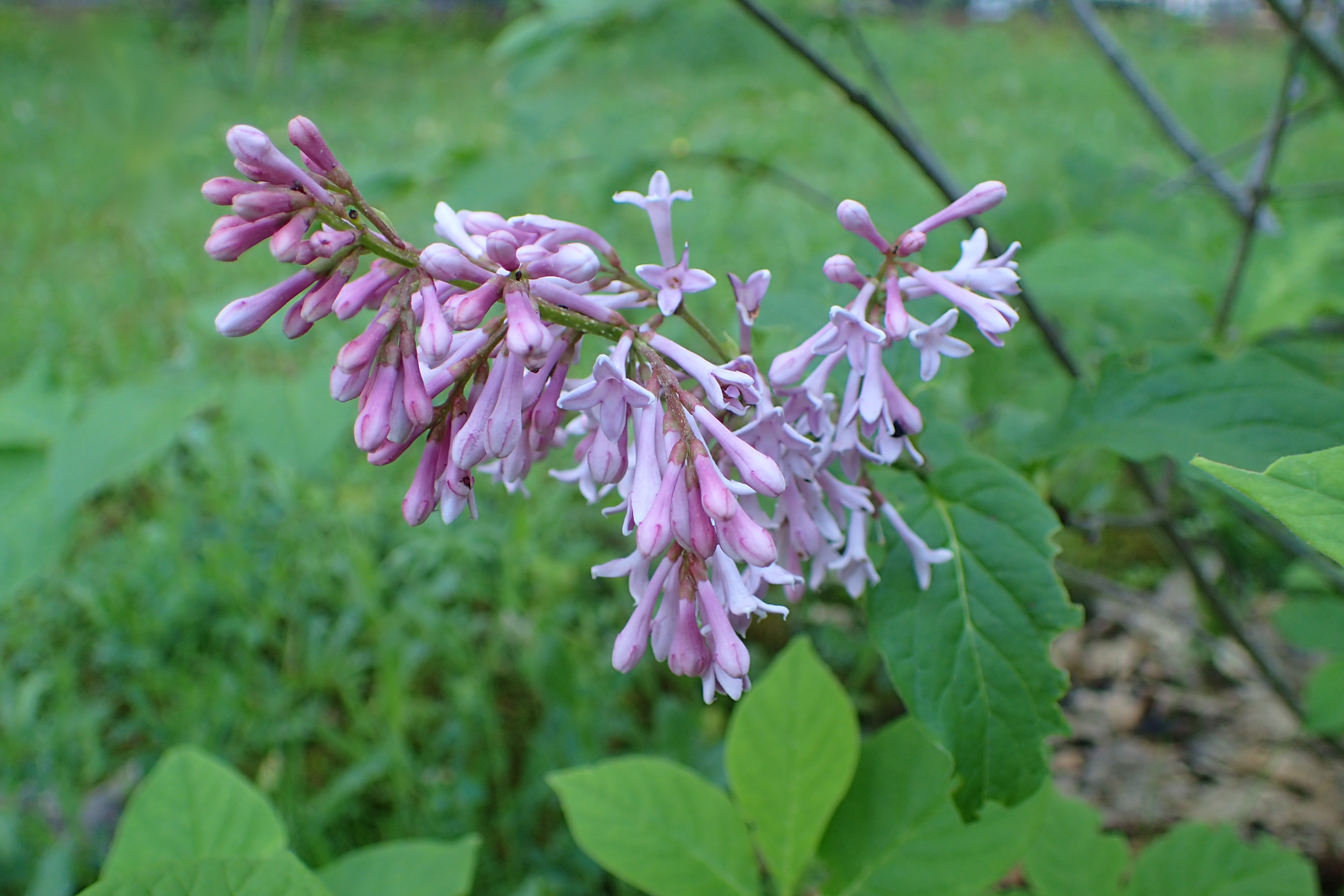
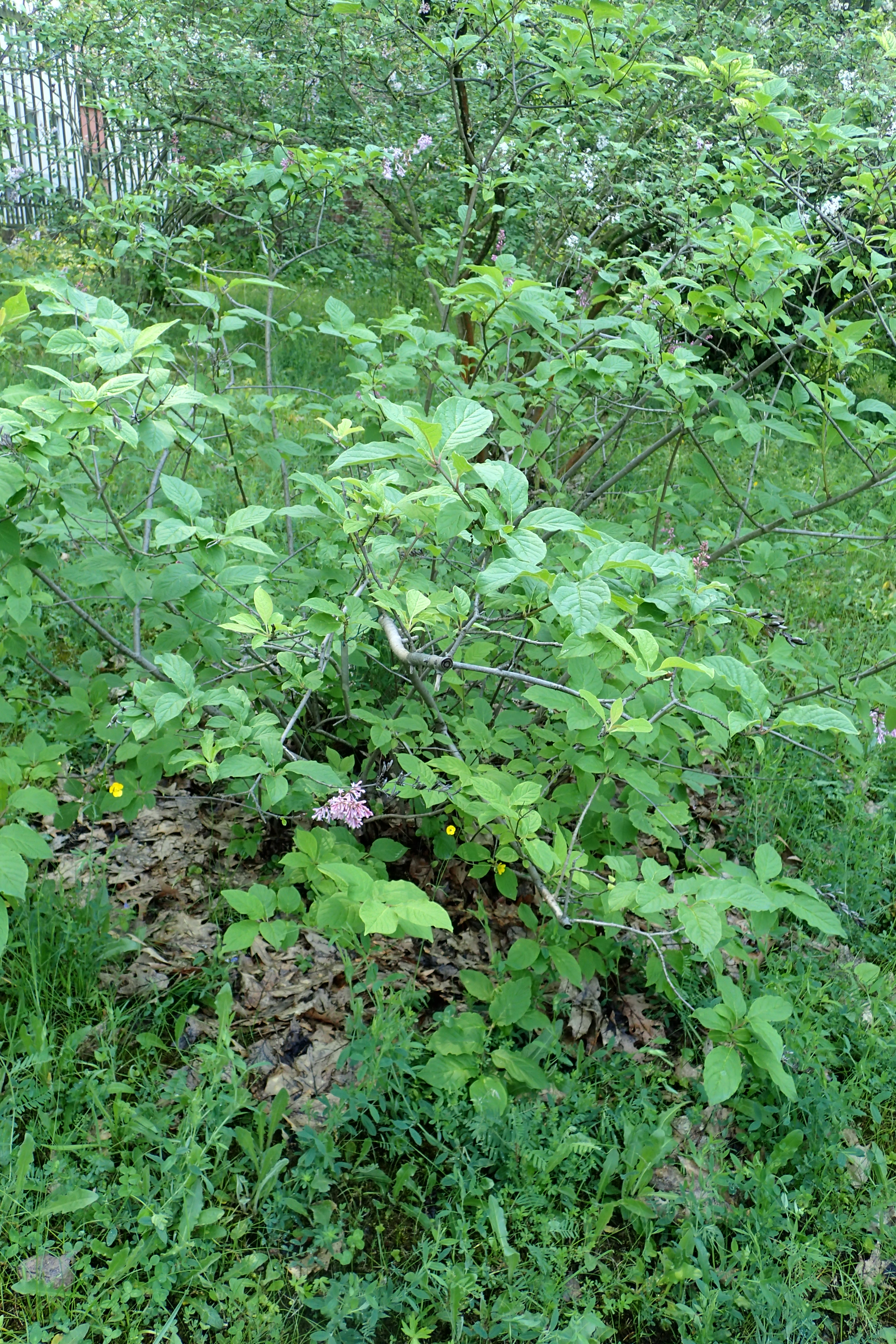
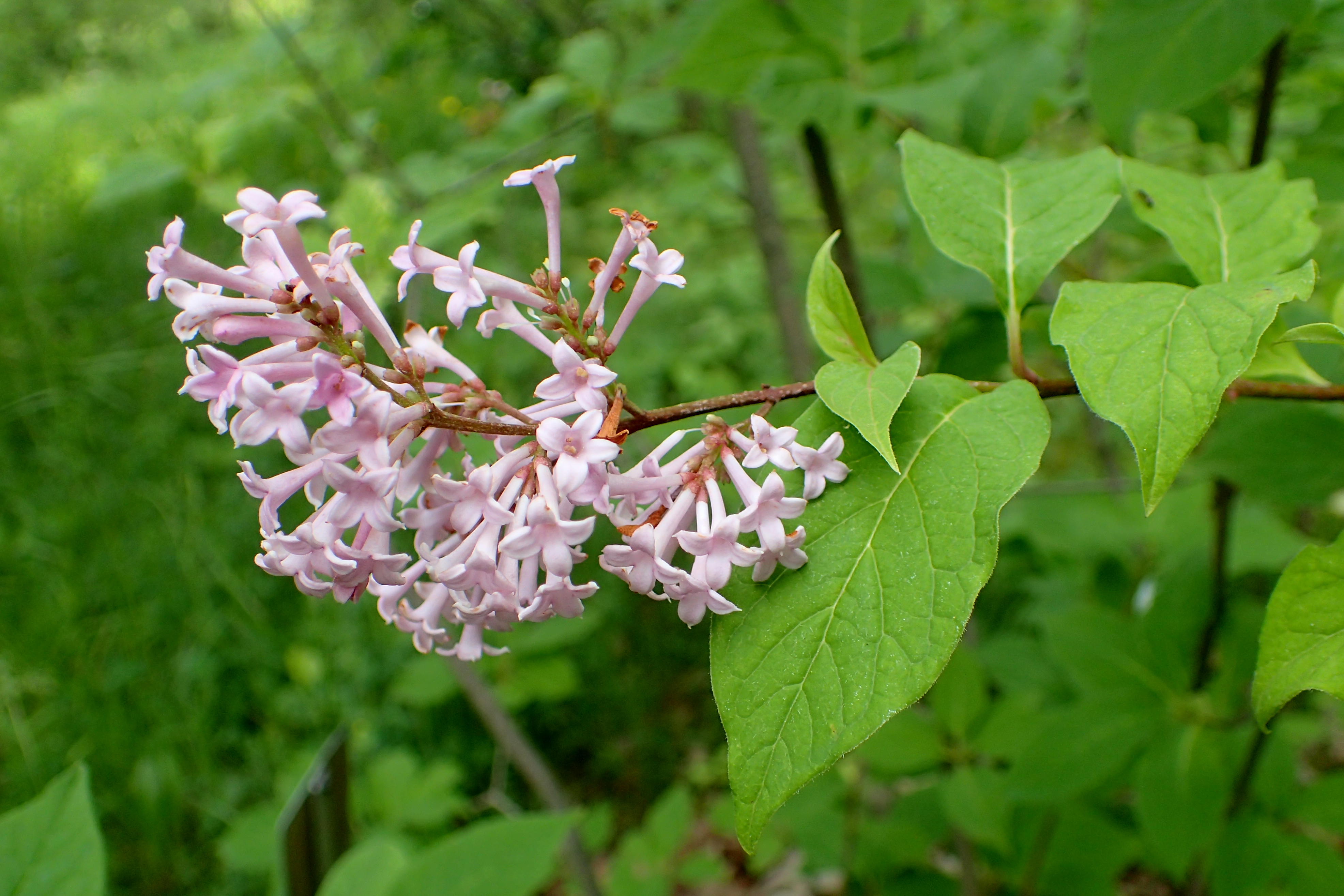
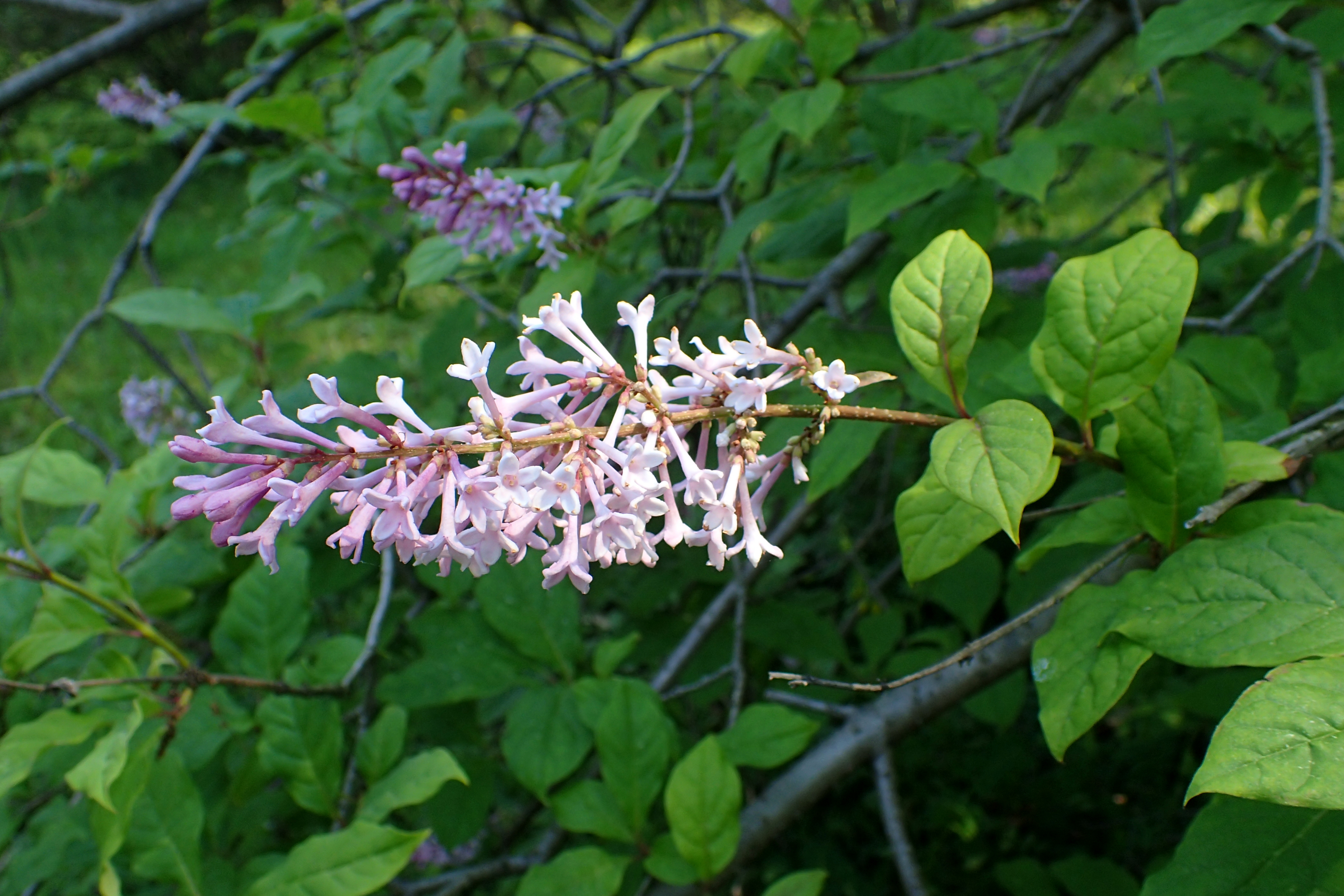

## Синоніми
- Syringa formosissima Nakai
- Syringa formosissima var. hirsuta (C.K.Schneid.) Nakai
- Syringa hirsuta (C.K.Schneid.) Nakai
- Syringa hirsuta var. formosissima (Nakai) Nakai
- Syringa reflexa subsp. wolfii (C.K.Schneid.) S.Z.Qu & X.L.Chen
- Syringa robusta Nakai — Бузок великий
- Syringa robusta f. glabra Nakai
- Syringa robusta f. rupestris A.I.Baranov & Skvortsov
- Syringa villosa var. hirsuta C.K.Schneid.
- Syringa wolfii C.K.Schneid.basionym
- Syringa wolfii var. hirsuta (C.K.Schneid.) Hatus.
- Syringa wolfii var. hirsuta (C.K.Schneid.) Rehder